# Дрига Володимир Давидович
Володи́мир Дави́дович Дри́га — учасник Афганської війни 1979—1989 років.

## Короткий життєпис
1986 року проходив курс молодого бійця в узбецькому місті Термез. У Афганістані був снайпером та навідником-оператором БМП, 7-а мотострілецька рота в місті Шинданд. Брав участь у військових операціях у містах Герат, Фарах та Шинданд, на горі Дехтут, біля іранського кордону. Гвардії старший сержант Дрига звільнився у липні 1988 року.
Після військової служби працював на заводі в Полтаві, потім — у податковій міліції.
Станом на 2009 рік — начальник Кобеляцького відділення Кременчуцького ОДПІ.
З дружиною виховали двох синів.

## Нагороди
- медаль «За відвагу»
- медаль «70 років Збройних Сил СРСР»
- медаль «Воїну-інтернаціоналісту від вдячного афганського народу»
- медаль «Воїну-інтернаціоналісту»
- медаль «Захиснику Вітчизни»
- медаль «Ветеран війни»
- орден «За заслуги» III ступеня (13.2.2015)